# Limnephilus rhombicus
Limnephilus rhombicus – owad z rzędu chruścików (Insecta: Trichoptera), z rodziny Limnephilidae. Reofilny Limnefil, w jeziorach larwy preferują litoral bagienny i zanikający, występują w strefie helofitów, spotykane w jeziorach wszystkich typów. Częściej larwy spotykane w niewielkich rzekach nizinnych o stosunkowo wolnym nurcie.
Gatunek holarktyczny, nie występujący w Islandii, pospolity w Polsce. Larwy spotykane we wszystkich typach wód śródlądowych i wodach słonawych (Botosaneanu i Malicky 1978). Pospolity w całej Polsce (Tomaszewski 1965). Limnefil, preferuje litoral bagienny i zanikający, występuje w strefie helofitów.
Na Pojezierzu Pomorskim pojedyncze larwy łowione w jeziorach lobeliowych, na dnie piaszczystym, a także w kilku jeziorach Niziny Szczecińskiej. Na Pojezierzu Mazurskim stosunkowo licznie w jez. Redykajny (litoral zanikający) oraz jez. Skanda, larwy obecne w gliniankach, zbiornikach torfowiskowych, jeziorkach zanikających oraz jeziorach eutroficznych, głównie wśród trzcin, czasami w mannie, napływkach, wśród osoki (litoral bagienny i zanikający), sporadycznie w Parvocharacetum. Imagines łowiono nad jez. Narckim, Śniardwy i Mikołajskim. W Dolinie Biebrzy i Narwi larwy łowione w starorzeczach, licznie w stawach dolinnych i stawach eutroficznych Karkonoszy. Na Pojezierzu Łęczyńsko-Włodawskim larwy w niewielkiej liczbie złowiono wśród trzcin. Wykazywana obecność w jeziorach Wielkopolski (Jaskowska 1961) a imagines nad jez. Duszatyńskim w Bieszczadach.
Występuje w całej Finlandii, pospolity w jeziorach, stawach i zatokach morskich, w mezotroficznych i eutroficznych jeziorach Norwegii. W Karelii larwy najliczniejsze na dnie bogatym w detrytus w strefie roślinności przy brzegu wolno płynących lub stojących wód, unikają dużych jezior. Gatunek łowiony w jeziorach Estonii i Łotwy. Bardzo często spotykany gatunek w jeziorach Niemiec, Wielkiej Brytanii. Na południu Europy spotykany tylko w jeziorach górskich, w Tatrach w jeziorach pasma lasu, na Bałkanach w jeziorach górskich lub jeziorach przepływowych.